# 谷山停留場

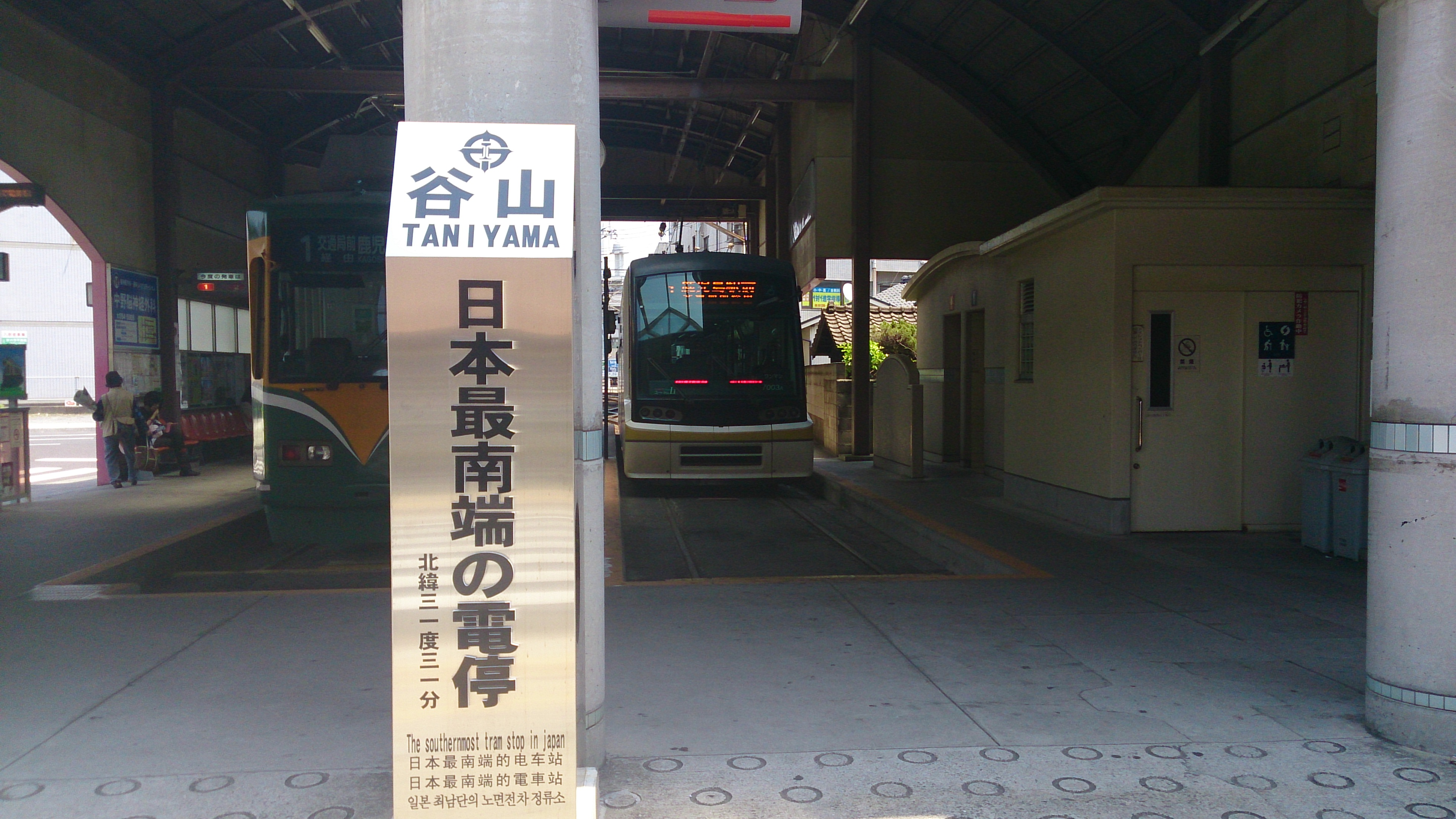
日本最南端の電停標柱

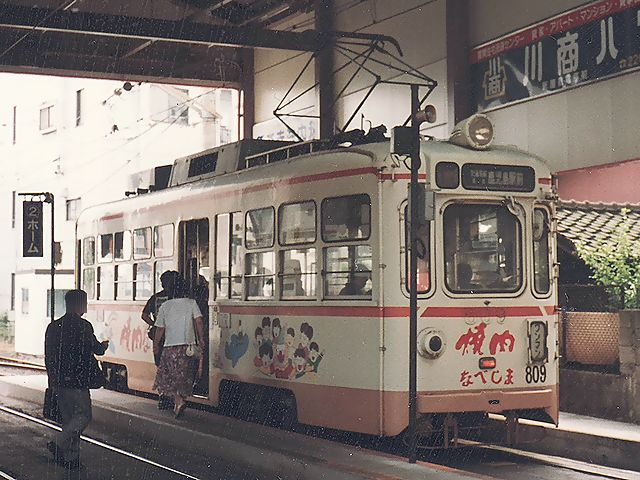
停車中の800型電車（1997年）

谷山停留場（たにやまていりゅうじょう）は鹿児島県鹿児島市東谷山二丁目にある鹿児島市電谷山線の停留場。
鹿児島市電1系統の終点であり、同じ1系統の起点である鹿児島駅前停留場以外の他の停留場にはない駅舎がある。
日本最南端の路面電車停留場であり、2012年7月1日に路面電車開業100周年事業の一環として「日本最南端の電停」の標柱が設置された。

## 歴史
- 1912年（大正元年）12月1日 - 鹿児島電気軌道により設置される[3]。当時は国道225号線沿いに設置されていた（現在も電停跡が残っている）。
- 1928年（昭和3年）7月1日 - 鹿児島電気軌道から鹿児島市電気局（現・鹿児島市交通局）に移管。
- 1979年（昭和54年） - 区画整理に伴い30mほど上塩屋側に移設[4]
- 1996年（平成8年）
  - 3月末 - リニューアルが完了し、新電停の供用を開始[5]。
  - 4月2日 - リニューアルの完成式が実施される[5]。

## 構造
頭端式ホーム3面2線を有する地上駅である
2本乗り場があるが、全て鹿児島駅前・交通局前方面行きの電車が利用する。時間帯によって使用するホームが決まっているわけではなく、空いているホームを使っていく。全ホームにて車椅子の使用が可（電動車椅子も可）。
また、当停留場の北側50メートルほどの国道225号に接する場所には降車専用ホームが存在する。このホームは当停留場にすでに2両の電車が停車中に、さらに3両目の電車が到着した時に利用される。このホームと本来の乗り場は直接つながっておらず、国道にしか出ることができない。また、降車ホームの脇田寄りにも片渡り線があるため、降車ホームからの直接折り返しも可能である。実際、構内でトラブルが発生した際の臨時乗降ホームとして使われることもある。

## 利用状況
| 年度   | 1日平均 乗降人員 |
| ------ | ---------------- |
| 2010年 | 6,000            |
| 2011年 | 6,135            |
| 2012年 | 6,043            |
| 2013年 | 5,930            |
| 2014年 | 5,852            |
| 2015年 | 5,785            |

## バス路線
鹿児島交通と鹿児島市営バスの2つの運行バス会社を持つ谷山電停停留所が利用可能である。また、当バス停を起終点とするバス（鹿児島市営バス14番線）や、（早朝を除く）当バス停を経由しイオンモール鹿児島を運行するバス（鹿児島交通）もある。
（下記は各系統の行先）

### 谷山電停バス停
| 谷山電停バス停（上り）−鹿児島県鹿児島市東谷山二丁目 |                          |                    |            |
| 系統番号                                            | 経由地                   | 行先               | 運行       |
| 1                                                   | 脇田・県庁前             | 鹿児島駅前         | 鹿児島交通 |
| 2                                                   | 脇田・騎射場             | 水族館前           | 鹿児島交通 |
| 2                                                   | 脇田・騎射場             | 鹿児島駅前         | 鹿児島交通 |
| 6                                                   | 脇田・騎射場             | 金生町             | 鹿児島交通 |
| 6-2                                                 | 脇田・騎射場             | 市役所前           | 鹿児島交通 |
| 6-3                                                 | 脇田・県庁前             | 鹿児島駅前         | 鹿児島交通 |
| 7                                                   | 脇田・騎射場             | 金生町             | 鹿児島交通 |
| 11                                                  | 中山校前・鹿児島中央駅   | 鹿児島駅前         | 鹿児島交通 |
| 21                                                  |                          | イオン鹿児島       | 鹿児島交通 |
| 37                                                  |                          | イオン鹿児島       | 鹿児島交通 |
| 39                                                  |                          | イオン鹿児島       | 鹿児島交通 |
| 谷山電停バス停（上り）−鹿児島県鹿児島市小松原二丁目 |                          |                    |            |
| 系統番号                                            | 経由地                   | 行先               | 運行       |
| 5                                                   | 鹿児島中央駅・天文館     | 金生町             | 鹿児島交通 |
| 谷山電停バス停（下り）−鹿児島県鹿児島市小松原二丁目 |                          |                    |            |
| 系統番号                                            | 経由地                   | 行先               | 運行       |
| 1                                                   | 坂之上・平川             | 平川星和台         | 鹿児島交通 |
| 2                                                   | 坂之上・影原             | 動物園             | 鹿児島交通 |
| 5                                                   | 七ツ島                   | 七ツ島1丁目        | 鹿児島交通 |
| 5                                                   | 谷山港・七ツ島           | 七ツ島1丁目        | 鹿児島交通 |
| 6                                                   | 恵比須中央・慈眼寺公園前 | 慈眼寺団地         | 鹿児島交通 |
| 6                                                   | 生協病院前・慈眼寺公園前 | 慈眼寺団地         | 鹿児島交通 |
| 6-2                                                 | 新和田橋・慈眼寺公園前   | 慈眼寺団地         | 鹿児島交通 |
| 6-3                                                 | 新和田橋・慈眼寺公園前   | 慈眼寺団地         | 鹿児島交通 |
| 7                                                   | 坂之上・国際大学前       | 慈眼寺団地         | 鹿児島交通 |
| 11                                                  |                          | イオン鹿児島       | 鹿児島交通 |
| 21                                                  | 中山校前・星ヶ峯南       | 星ヶ峯ニュータウン | 鹿児島交通 |
| 37                                                  | 中山校前・星ヶ峯南       | 星ヶ峯ニュータウン | 鹿児島交通 |
| 39                                                  | 中山団地・皇徳寺公民館前 | 皇徳寺小前         | 鹿児島交通 |
| 39                                                  | 中山団地・皇徳寺公民館前 | 春山東             | 鹿児島交通 |
| 種別                                                | 経由地                   | 行先               | 運行       |
| 普通                                                | 谷山駅前                 | 伊作               | 鹿児島交通 |
| 普通                                                | 坂之上・川辺高校         | 枕崎               | 鹿児島交通 |
| 普通                                                | 平川・知覧               | 特攻観音入口       | 鹿児島交通 |
| 普通                                                | 平川・喜入               | 山川桟橋           | 鹿児島交通 |
| 谷山電停バス停（下り）−鹿児島県鹿児島市東谷山二丁目 |                          |                    |            |
| 系統番号                                            | 経由地                   | 行先               | 運行       |
| 市14                                                | 新和田橋・慈眼寺公園前   | 慈眼寺団地         | 鹿児島市営 |

## 周辺
教育施設
- ラ・サール中学校・高等学校
- 鹿児島情報高等学校

駅
- 九州旅客鉄道（JR九州）指宿枕崎線 谷山駅
永田川

商業施設
- イオンモール鹿児島
- 山形屋ストア谷山店
- スーパーセンタートライアル東開店

教会
- 谷山カトリック教会
- 谷山福音教会

公共施設
- 鹿児島南警察署
- 鹿児島清見郵便局

## 隣の停留場
鹿児島市交通局
鹿児島市電1系統
上塩屋停留場 - 谷山停留場

## その他
- 永田川を挟んだJR谷山駅とは直線距離にして500 m、移動距離にして600 m程離れており、2002年度より鹿児島市は、当駅からJR谷山駅までの540 m延伸計画について、可能性を調査していたが、2006年4月27日、県道の渋滞を招くなどの理由から断念することを一旦は表明した。しかし鹿児島市・鹿児島市議会・地元谷山の住民や商店街・周辺の教育機関などから要望があり、谷山駅から慈眼寺駅周辺の線路高架計画に基づき再検討されている。
また指宿枕崎線の高架化事業により不要となる永田川橋梁をJR九州より鹿児島市が譲り受け、両駅を結ぶ歩行者・自転車専用道の設置を検討している[8]。